# 阿剌卜沙
阿剌卜沙（?—1380年），又作阿拉伯·沙·穆扎法尔，钦察汗国君主（1377年—1380年在位），是昔班的后裔。
阿剌卜沙的高祖父哲齐不花，是昔班的孙子，曾祖父巴答忽儿，祖父孟古帖木儿，父亲博罗台合勒札。他从蓝帐汗国逃到伏尔加河流域。他为人凶悍，年纪很轻，十分勇猛。合罕别和阿剌卜沙在伏尔加河争雄。1377年，阿剌卜沙成为钦察汗国大汗。阿剌卜沙在回历775年—779年（1373年—1378年），曾经在新萨莱铸币。他率领军队征战下诺夫哥罗德。莫斯科公国的德米特利·伊万诺维奇率军抵抗，没有发现阿剌卜沙的军队，于是防御松懈。摩尔多瓦王公将莫斯科军队的情况告诉了阿剌卜沙。阿剌卜沙突袭莫斯科军，获得大胜，夺取下诺夫哥罗德。1380年，阿剌卜沙去世，马麦拥立的大汗马哈麻·不剌被白帐汗国的脱脱迷失击败，钦察汗国重归统一。阿剌卜沙的六世孙伊勒巴斯建立希瓦汗国。
| 前任： 合罕别 | 金帐汗国君主 1377年—1380年 | 繼任： 脱脱迷失 |